# Mine de Krasnobrodski
 (mars 2025).
La mine de Krasnobrodski est une mine à ciel ouvert de charbon située dans l'oblast de Kemerovo en Russie. Elle appartient à Kuzbassrazrezugol. Elle a ouvert en 1947. Elle est composée de 3 puits de mines. Sa production serait de 8,4 millions de tonnes en 2016.